# Monoflata pallescens
Monoflata pallescens är en insektsart som först beskrevs av Stsl 1864.  Monoflata pallescens ingår i släktet Monoflata och familjen Flatidae. Inga underarter finns listade i Catalogue of Life.